# Объектив Пецваля

Оптическая схема объектива Пецваля

Объектив Пецваля — фотографический объектив, рассчитанный Йозефом Пецвалем в 1840 году. Оптическая схема — 4 линзы в трёх группах. Передний компонент склеен, задний разделён воздушным зазором.

## Особенности конструкции
Как в апланате, так и в объективе Пецваля передний и задний компоненты представляют собой ахроматические линзы. Однако основным отличием объективов Пецваля от столь похожих на них апланатов можно считать конструкцию заднего компонента. Его воздушный зазор не только позволяет исправить, а при необходимости и «переисправить» сферическую аберрацию, но и обладает значительным отрицательным астигматизмом, необходимым для компенсации положительного астигматизма переднего компонента.

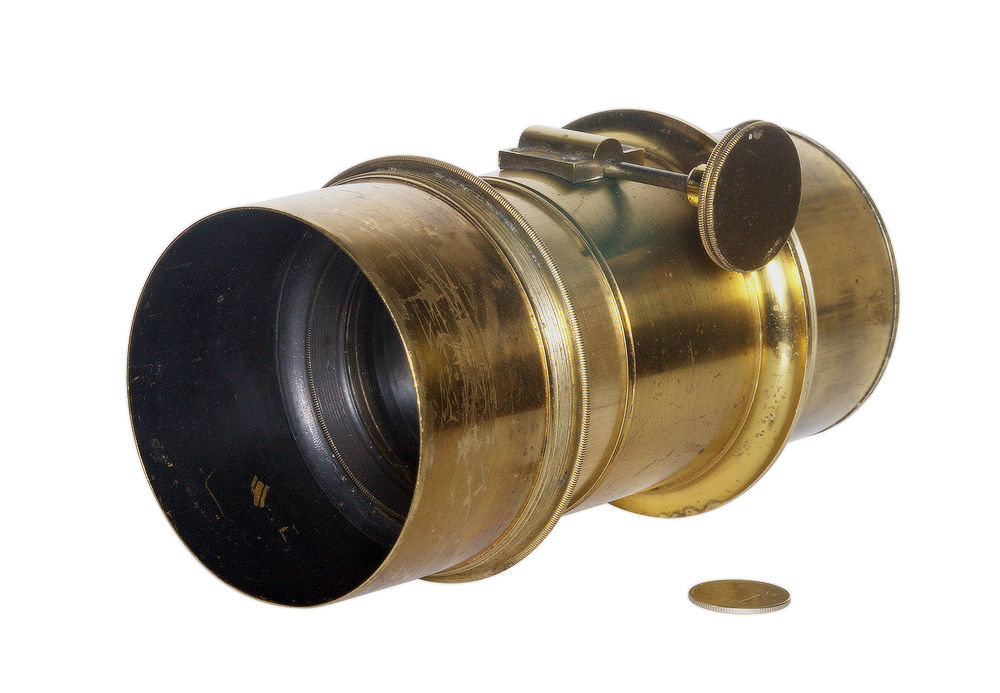
Объектив Пецваля французской фирмы Hermagis (1870-е)

Таким образом Йозефу Пецвалю удалось создать объектив, свободный от сферической аберрации, комы, астигматизма и хроматизма положения, а его дисторсия и хроматизм увеличения незначительны. При этом объектив обладал рекордной для своего времени светосилой. Например, оригинальный «Petzval Portrait lens» для «цилиндрической» камеры фирмы Voigtländer & Sohn имел относительное отверстие 1:3.6 при фокусном расстоянии 150 мм.
Как у апланатов, так и у объективов Пецваля кривизна поля изображения не может быть исправлена. Вследствие чего, высокая резкость обеспечивается только для центральной части кадра и быстро убывает к краям.

## Применение и развитие

Регулировка воздушного зазора в объективе Пецваля (Bausch & Lomb).

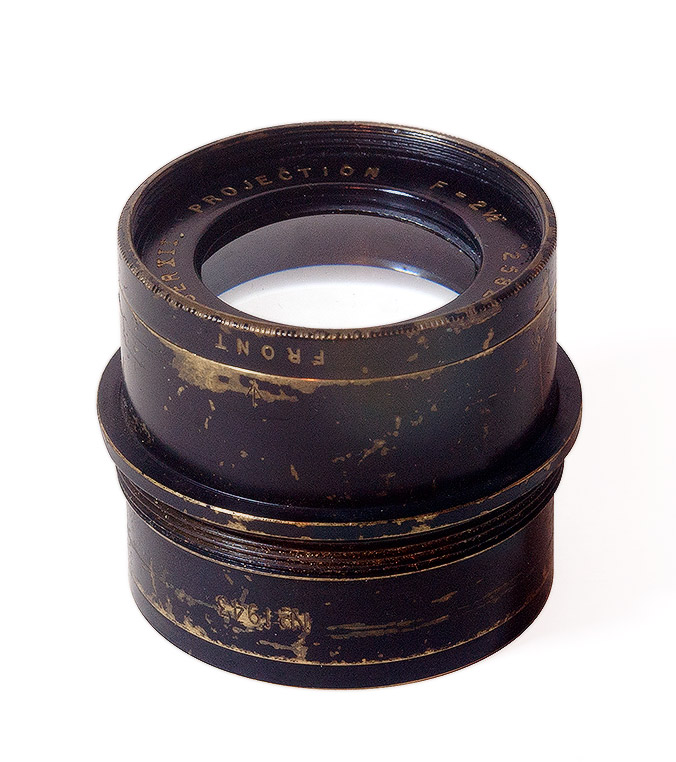
Кинопроекционный объектив Пецваля «классической» компоновки (4 линзы в трёх группах), выпущенный английской фирмой Dallmeyer (20-е годы XX века).

Этот тип объектива был предложен Йозефом Пецвалем в качестве «портретного» в 1840 году и произвёл настоящую революцию в изобретённой годом раньше дагеротипии. Световая эффективность объектива Пецваля превосходила лучшие на тот момент образцы в 16 раз, позволив сократить выдержку и превратить портретную съёмку из мучения в сравнительно лёгкое мероприятие. Именно поэтому объектив получил название портретного. С незначительными изменениями он использовался в студийной фотографии вплоть до начала XX века.
За эти несколько десятков лет он подвергся некоторым модификациям. Джон Далльмайер (англ. John Henry Dallmeyer) в 1867 году запатентовал вариант, известный как «Dallmeyer’s Patent Portrait Lens», в котором положительная линза заднего компонента имеет форму мениска, а сам компонент «перевёрнут». Иногда эти объективы (например «Dallmeyer’s Patent Portrait Lens» серии «D» и «Bausch & Lomb Portrait Lens») снабжались механизмом, увеличивающим менискообразный воздушный зазор для «смягчения» изображения.
Вытесненный светосильными анастигматами, объектив Пецваля постепенно утратил своё значение в фотографии, однако его схема нашла применение в специальных объективах. Так например, киносъёмочные объективы этого типа предлагались некоторыми производителями (Dallmeyer, Astro-Berlin) вплоть до 1930-х годов. Кинопроекционные же объективы типа Пецваля, как классической компоновки (4 линзы в трёх группах), так и модифицированые (4 линзы в двух группах), широко применялись вплоть до второй половины XX века.
Добавление к схеме плосковогнутой рассеивающей линзы позволяет, в значительной степени, исправить кривизну поля изображения. Примером такого решения может служить особо-светосильный (F:0,9) рентгеноскопический объектив R-Biotar. рассчитанный Вилли Мерте (англ. Willy Merté) для Carl Zeiss Jena и запатентованный в 1932 г.
Схема объектива Пецваля до сих пор широко используется в микроскопии, в качестве схемы микрообъектива небольшого увеличения или коррекционно-силового компонента в конструкциях микрообъективов с высокими числовыми апертурами.
В конце XX века на основе объектива Пецваля были разработаны некоторые объективы для художественной фотографии и киносъёмки. Например, «Pentax FA 85/2.8 Soft» и «ОКС7-50-1».
В 2013 году Ломографическое общество с помощью сервиса добровольных пожертвований Kickstarter собрало 1,3 миллиона долларов на выпуск современной версии объектива «New Petzval 2,2/85» для 35-мм фотокамер c байонетами Nikon и Canon EF. Производство объектива осуществляется «Красногорским заводом им. С.А. Зверева» (ОАО КМЗ). Выход объективов в свободную продажу (помимо уже заказанных по подписке) осуществлен весной 2014 года, по цене в 600 долларов.